# Brigitte Aloise Roth
Pour les articles homonymes, voir Roth.
Brigitte Aloise Roth née le 5 avril 1951 à Vienne, morte le 13 février 2018 à Vienne est une performeuse, photographe, féministe et militante environnementale autrichienne. Elle fait partie de l'avant-garde féministe des années 1970.

## Biographie
Brigitte Aloise Roth passe son enfance et sa jeunesse à Sankt Pölten. Elle poursuit ses études à Vienne. En 1974, elle obtient un diplôme de graphisme, illustration et photographie et un diplôme d'enseignante en arts visuels et en métiers d'art à l'Université des Arts Appliqués. Issue d'une famille bourgeoise et conservatrice, elle se rebelle contre les structures patriarcales. En 1975 et 1976, elle bénéficie d'une bourse  du British Council, qui lui permet de passer deux ans à Londres, avec le groupe d'art de la performance The Theatre of Mistakes. C'est à ce moment qu'elle réalise la photographie Hampelfrau, qui fait partie depuis 2020 de la collection Verbund. Il s'agit d'un autoportrait en pose longue. Brigitte Aloise Roth apparaît comme un pantin articulé. Son travail oscille entre photographie et image animée.
De 1977 à 1979, elle enseigne au lycée Anton-krieger-Gasse de Vienne. En 1979, elle passe six mois à New York, où elle travaille dans une agence de publicité et conçoit des campagnes pour les vins autrichiens aux États-Unis. Pendant cette période, elle photographie des célébrités telles qu'Andy Warhol.
Elle a la trentaine lorsqu'elle apprends qu'elle est atteinte d'une sclérose en plaques. En 1996 et 1997, Aloise Roth participe à de nombreuses actions artistiques pour le premier référendum féminin autrichien. Elle nettoie la Heldenplatz de Vienne, rebaptisée Heldinnenplatz, de son histoire fasciste avec un balai de sorcière. 

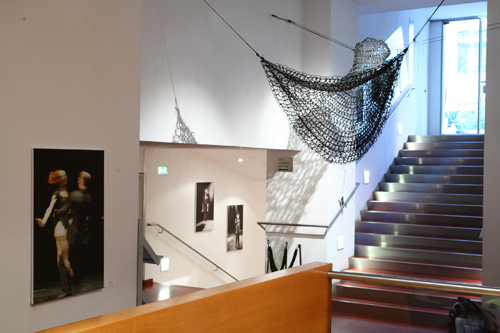
Le Foyer du Théâtre Kosmos avec le filet de Brigitte Aloise Roth

En 2000, elle fait partie des personnes qui occupent le Rondell de Vienne, un ancien cinéma porno, qui a duré 9 jours et 9 nuits. Elle  tend un filet tissé et crocheté d'un mètre de haut. Chaque occupante accroche ses souhaits et ses besoins. À la suite de cette manifestation, elle fonde le kosmos.frauenraum qui devient en 2002 Théâtre Kosmos. Le 15 mai 2000, le kosmos.frauenraum est inauguré sur la Siebensternplatz à Vienne. Aloise Roth a été très active au sein du conseil d'administration jusqu'à sa mort.
De 2001 à 2005, elle est conseillère de district pour Les Verts à Vienne. Elle défie a défié la politique conservatrice du quartier de Hietzing avec ses déclarations et ses motions féministes. Elle s'enchaîne aux arbres sur le point d'être abattus. Elle défend les droits des femmes et la préservation des espaces verts.
En 2009, elle met en scène des spectacles de danse avec l'artiste irano-allemande Mandana Alavi Kia.

## Expositions et performances
- Kunst und Schule, Künstlerhaus, Hochschule für angewandte Kunst, 1978[5]
- Brigitte Louise Roth. Fotos, Un`Art Gallery, 1982
- Brigitte Louise Roth, Wienerstrasse St. Pölten, 2019[6]